# جینگل ما
جینگل ما (انگلیسی: Jingle Ma؛ چینی: 馬楚成; پین‌یین: Mǎ Chǔchéng) فیلم‌نامه‌نویس و کارگردان فیلم اهل هنگ کنگ است.
از فیلم‌ها یا مجموعه‌های تلویزیونی که وی در آن‌ها نقش داشته است می‌توان به خدای آشپزی، افسانه، مولان و ببرها اشاره نمود.